# 分裂促進因子
分裂促進因子（ぶんれつそくしんいんし、英: mitogen）は、細胞分裂（有糸分裂（mitosis））の開始を誘導する低分子量タンパク質などの物質である。有糸分裂促進因子、有糸分裂誘発因子、マイトジェンなどの名称で呼ばれることもある。分裂促進因子による有糸分裂の誘導はMitogenesisと呼ばれる。分裂促進因子は、分裂促進因子活性化プロテインキナーゼ（MAPK）が関与するシグナル伝達を開始し、有糸分裂を誘導する。

## 細胞周期
分裂促進因子は、主に細胞周期の進行の制限に関与するタンパク質群に影響を与える。G1チェックポイントは分裂促進因子によって最も直接的に制御されており、それ以降の細胞周期の継続には分裂促進因子は必要とされない。細胞周期の進行に分裂促進因子が必要でなくなる地点はR点（restriction point、制限点）と呼ばれ、この地点の通過はサイクリンに依存している。分裂促進因子の存在によって刺激されていない場合、p53とRas経路によってサイクリンD1のダウンレギュレーションが行われるが、分裂促進因子の存在下では十分量のサイクリンD1が産生される。シグナル伝達カスケードが進行すると、細胞分裂が十分に行われるよう細胞を刺激する他のサイクリンが産生される。動物は細胞周期の進行を駆動するための内部シグナルを産生するが、こうしたシグナルがない場合でも外来的な分裂促進因子によって進行を引き起こすことができる。

## 内在性の分裂促進因子
分裂促進因子には、内在性の因子と外来性の因子が存在する。内在性の分裂促進因子による細胞分裂の制御は、多細胞生物のライフサイクルにおいて正常かつ必須の過程である。例えばゼブラフィッシュでは、内在性の分裂促進因子Nrg1は心臓損傷の徴候に応答して産生される。Nrg1が発現した際には、心臓の外層は分裂速度が増加し、新たな心筋の層が形成されて損傷部分に置き換わる。しかし、この経路は有害なものとなる可能性もある。心臓の損傷がないにもかかわらずNrg1が発現した場合には、心臓細胞の無制御な増殖が引き起こされ、大きな心臓が形成される。血管内皮細胞増殖因子（VEGF）など一部の成長因子も分裂促進因子として直接的に機能する能力を持ち、細胞複製を直接誘導することで増殖を引き起こす。ただしこれはすべての成長因子に当てはまるわけではなく、一部の成長因子は、他の分裂促進因子の放出の引き金を引くことによって、間接的に分裂促進効果を引き起こすようである。このことは、in vitroではVEGFが持つような分裂促進活性を持たないことから示される。他の良く知られた、分裂促進因子として機能する成長因子としては、血小板由来成長因子（PDGF）や上皮成長因子（EGF）がある。

## がんとの関係
分裂促進因子は細胞周期に影響を与えるため、がんの研究で重要である。がんは細胞周期の制御の欠如または欠陥によって部分的に定義される。がんは通常2つの異常の組み合わせによって生じている。1つは分裂促進因子に対する依存性を失っていること、もう1つは抗分裂促進因子に対する抵抗性を獲得していることである。

### 分裂促進因子に対する非依存性
がん細胞は、細胞周期を継続するために内在性または外因性の分裂促進因子を必要とせず、分裂促進因子がなくとも成長、生存、複製を行うことができる。がん細胞はさまざまな経路で外来性の分裂促進因子に対する依存性を喪失している。 
まず、がん細胞は自身の分裂を促進する因子を産生することができ、これはautocrine stimulation（自己分泌刺激）と呼ばれる。その結果、腫瘍細胞が自身の分裂促進因子を産生し、それによってより多くの腫瘍細胞の複製が起こり、その結果さらに多くの分裂促進因子が産生される、という致命的なポジティブフィードバックループが形成される。最初期に同定されたがん遺伝子の1つであるサル肉腫ウイルス（simian sarcoma virus）のp28sisを例に挙げると、このウイルスは宿主の腫瘍形成を引き起こし、p28sisはヒトのPDGFとほぼ同一のアミノ酸配列である。そのため、サル肉腫ウイルスによって形成された腫瘍は細胞の成長を制御するPDGFの変動に依存しなくなり、自身の分裂促進因子をp28sisの形で産生することができるようになる。十分なp28sisの活性がある限り細胞は無制限に増殖し、がんとなる。
次に、がん細胞は分裂促進因子に対する細胞表面受容体に変異が生じている。分裂促進因子受容体に存在するキナーゼドメインはがん細胞でしばしば過剰に活性化しており、外来性の分裂促進因子が存在しない場合でも活性化されたままとなっている。さらに、一部のがんは細胞表面の分裂促進因子受容体の過剰産生と関係している。こうした変異によって、細胞は非常に低レベルの分裂促進因子によっても分裂が刺激される。そうした例の1つが、EGFに応答する受容体型チロシンキナーゼのHER2である。HER2の過剰発現は乳がんの15–30%でみられ、極端に低い濃度のEGFでも細胞周期を進行させることができるようになる。これらの細胞でのキナーゼ活性の過剰発現は増殖を助ける。こうしたがんはホルモン依存性乳がんとして知られており、キナーゼの活性化は成長因子に対する曝露とエストラジオールに対する曝露のどちらとも関係している。
3番目に、がん細胞では分裂促進因子シグナル伝達の下流のエフェクターがしばしば変異している。ヒトにおける重要な分裂促進因子シグナルの伝達経路は、Ras-Raf-MAPK経路である。分裂促進因子シグナルは通常GTPアーゼであるRasを活性化し、その後RasがMAPKの残りの部分の活性化を行い、最終的には細胞周期の進行を促進するタンパク質の発現が行われる。すべてではないにしろ、大部分のがんでRas-Raf-MAPK経路にいくつかの変異が生じていると考えられており、最も一般的なのはRasの変異である。これらの変異は、分裂促進因子の存在に関係なく、経路を恒常的に活性化する。

### 抗分裂促進因子に対する抵抗性
細胞増殖は多くの場合、外来性の分裂促進因子だけでなく、G1期以降の細胞周期の進行を阻害する抗分裂促進因子によっても調節されている。正常な細胞では、DNA損傷による抗分裂促進シグナルは細胞の複製と分裂を防ぐ。抗分裂促進因子に対する抵抗性を獲得した腫瘍細胞では、抗分裂促進機構によって防がれるべき状況でも、細胞周期の進行が行われる。こうした抗分裂促進因子に対する抵抗性は、分裂促進因子による過剰刺激によって生じている場合がある。他のケースでは、腫瘍細胞の抗分裂促進経路の一部に機能喪失型変異が生じている。
良く知られた抗分裂促進因子であるTGF-βは、細胞表面受容体に結合し、Smadタンパク質を活性化する。Smadはその後サイクリンD1を阻害するp15を増加させ、細胞周期の進行を防ぐ。多くのがんでは、Smadタンパク質に機能喪失型変異が生じており、抗分裂促進経路全体が無効となっている。

### 複数の変異の必要性
がんが増殖するためには、分裂促進因子には1つだけでなく複数の変異が必要である。一般的には、異なるシステム（がん遺伝子とがん抑制遺伝子）に複数の変異が生じることががんの発生に最も効果的である。例えば、Rasを過剰活性化する変異とRbを不活性化する変異が生じた場合、どちらかのタンパク質単独に変異が生じた場合よりもはるかに腫瘍形成能が高くなる。腫瘍細胞は、過剰増殖ストレス応答に対しても抵抗性である。正常な細胞は分裂促進シグナル経路の過剰刺激に応答するアポトーシスタンパク質を持っており、細胞死または細胞老化が引き起こされる。一般的にこの機構によって、単一の発がん性変異によるがんの発症は防がれている。腫瘍細胞では、一般的にアポトーシスタンパク質を阻害する他の変異も生じており、過剰増殖ストレス応答が抑圧されている。

## 免疫学における利用
リンパ球は、分裂促進因子または抗原によって活性化された際に有糸分裂の進行が起こる。具体的には、B細胞は自らの免疫グロブリンにマッチする抗原に遭遇した際に分裂を行う。T細胞は分裂促進因子によって刺激された際に有糸分裂を行い、リンホカインの産生を担う小リンパ球を産生する。一方、B細胞は分裂促進因子によって刺激された際に分裂して形質細胞を産生し、形質細胞は免疫グロブリン（抗体）を産生する。分裂促進因子はリンパ球を刺激し免疫機能を評価するためにしばしば利用される。臨床検査において最も一般的に利用される分裂促進因子を次に挙げる。
| 名称                             | T細胞への作用 | B細胞への作用 |
| フィトヘマグルチニン (PHA)       | yes           | no            |
| コンカナバリンA (conA)           | yes           | no            |
| リポ多糖 (LPS)                   | no            | yes           |
| ポークウィードマイトジェン (PWM) | yes           | yes           |

## 他の利用
MAPK経路はCOX-2などの酵素を誘導する。MAPK経路はCOX-2をコードするPTGS2遺伝子の調節に関与している可能性がある。